# Milieu extracellulaire
Pour les articles homonymes, voir Milieu.
En biologie, le milieu extracellulaire correspond à l'extérieur de la cellule. L'extérieur peut correspondre à l'environnement en général pour une bactérie du sol, l'intestin pour une entérobactérie, l'espace entre les cellules pour les cellules faisant partie d'un tissu.
Par exemple, la paroi d'une cellule est une structure extracellulaire. Le milieu extracellulaire correspond au contraire du milieu intracellulaire.